# Vodene leće
Vodene leće (lat. Lemnoideae), potporodica kozlačevki, dio reda Alismatales. Sastoji se od pet rodova
, od kojih je tipični Lemna ili vodena leća.
Nekada je bila samostalna porodica, Lemnaceae.

## Rodovi
1. Spirodela Schleid. (1 spp.)
2. Landoltia Les & D. J. Crawford (1 sp.)
3. Lemna L. (13 spp.)
4. Wolffiella Hegelm. (10 spp.)
5. Wolffia Horkel ex Schleid. (11 spp.)